# Max Unger
Pour les articles homonymes, voir Unger.
Max Unger, né le 26 janvier 1854 à Berlin et mort le 31 mai 1918 à Bad Kissingen, est un sculpteur allemand de l'école de Berlin.

## Biographie
Max Unger a été l'élève de Fritz Schaper à l'école royale d'art de Berlin. Il travaille en 1874-1875 à l'atelier berlinois d'Albert Wolff, puis il poursuit un voyage d'études de deux ans en Italie. Il est ensuite artiste indépendant et ouvre son propre atelier à Berlin-Kreutzberg.
Il est enterré au cimetière de Dahlem.

## Illustrations

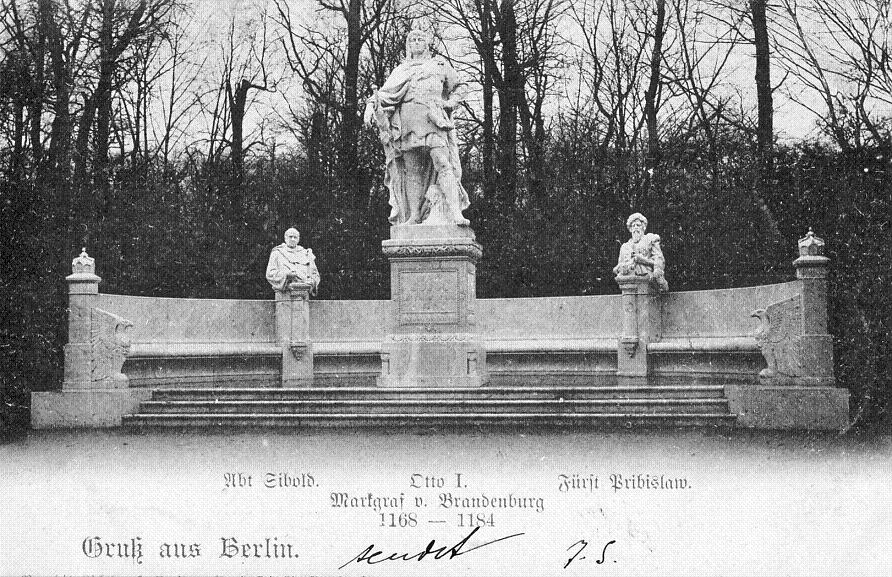
Monument (aujourd'hui disparu) de l'allée de la Victoire au Tiergarten, représentant Othon Ier de Brandebourg (1898)
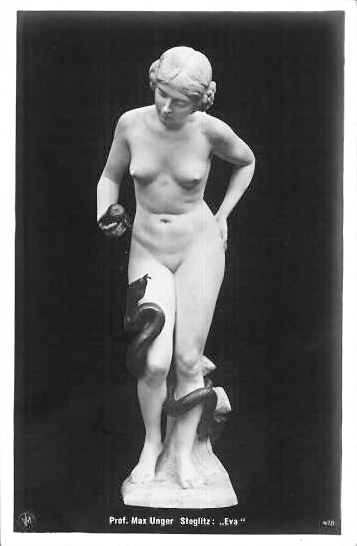
Ève au serpent (1905)
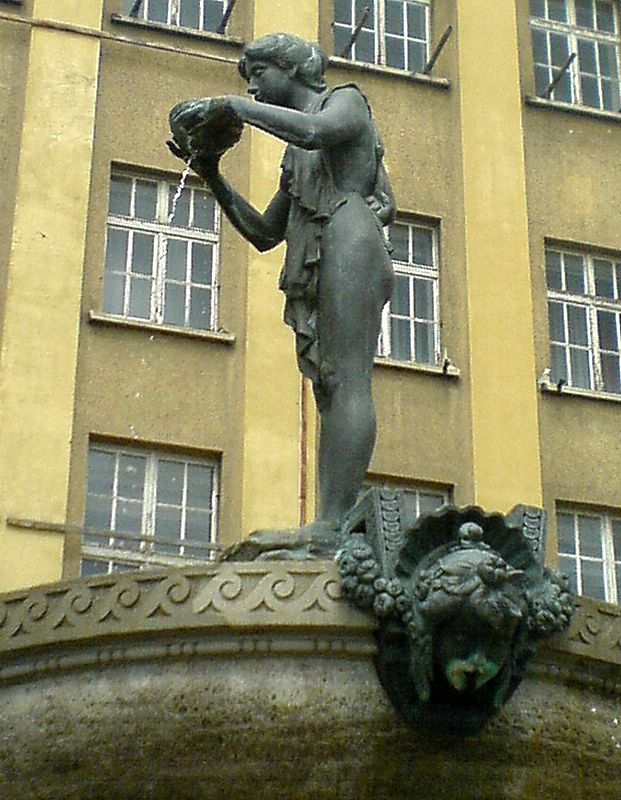
La Villersbrunnen de Leipzig
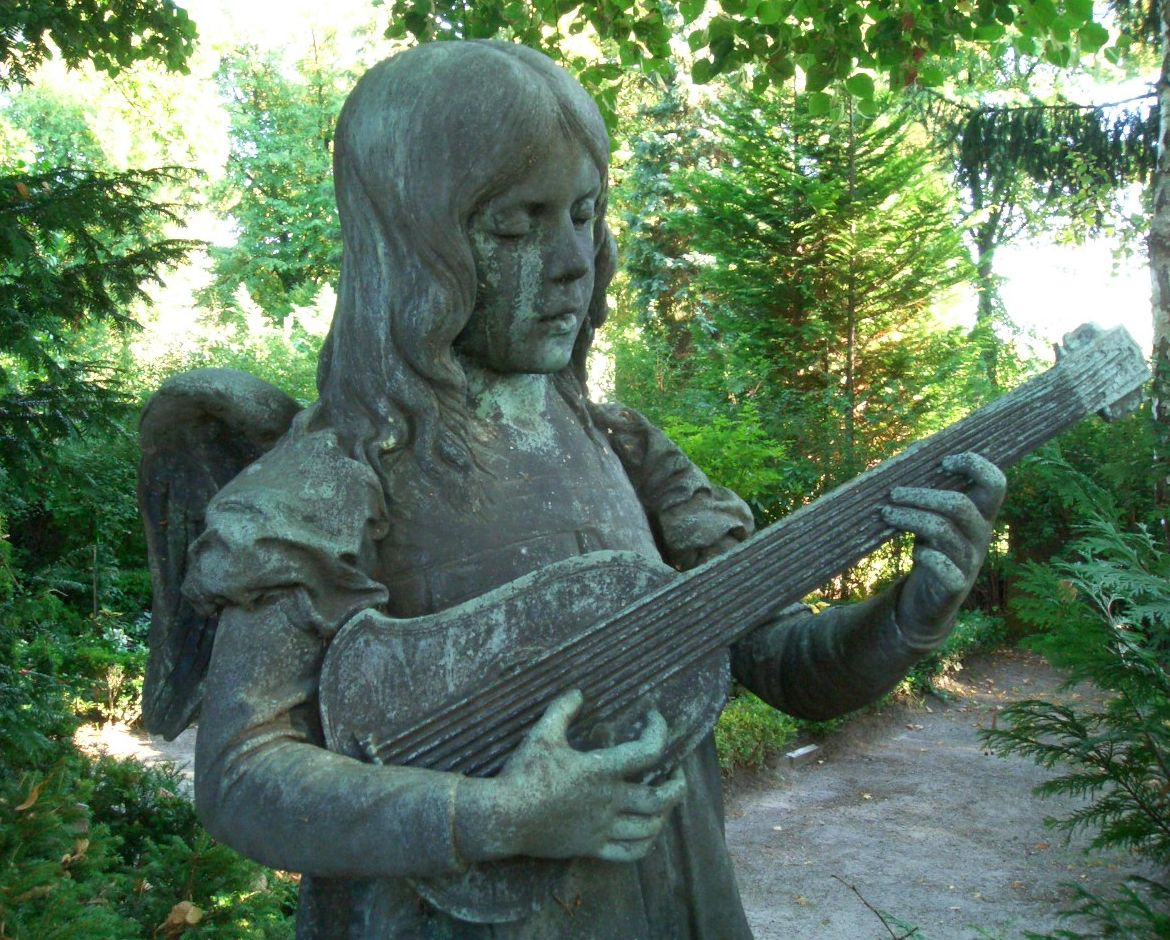
Ange à la guitare au-dessus de la tombe de Max Unger au cimetière de Dahlem (Berlin)